# Кашина Сивали (Верчели)
Кашина Сивали је насеље у Италији у округу Верчели, региону Пијемонт.
Према процени из 2011. у насељу је живело 11 становника. Насеље се налази на надморској висини од 276 м.